# منشفة ورقية

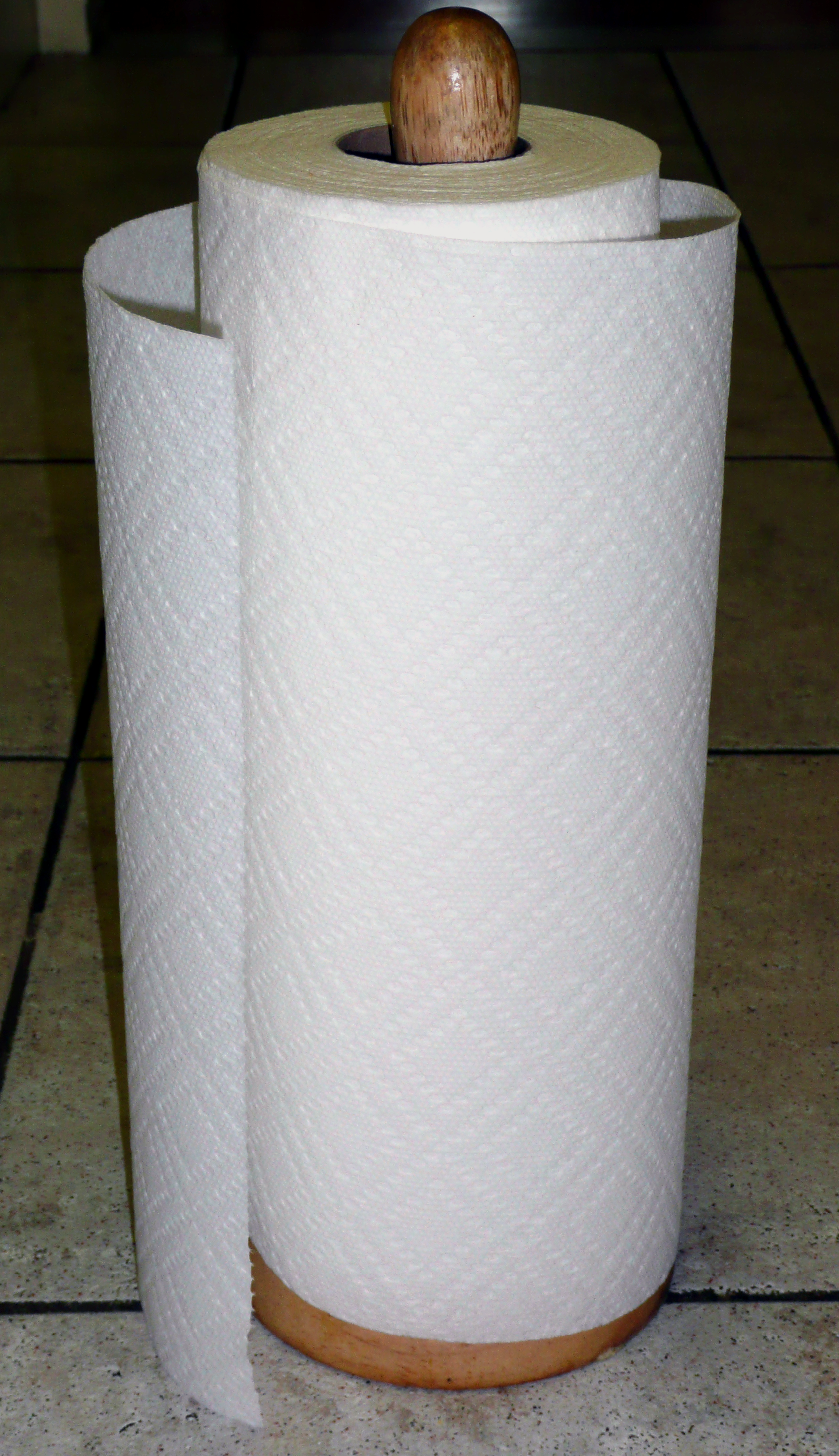
منشفة ورقية

منشفة ورقية هي منشفة مصنوعة من الورق بدلاً من القماش. وتستخدم لمرة واحدة وثم ترمى. المناشف الورقية لديها نفس الخصائص للمنشفة القماشية من حيث امتصاص المياه. وترص على شكل رزم أو تكون مطوية أو عقد ملفوف.
تستخدم عادة في تجفيف الأعضاء البشرية التي يتم غسلها بالماء كالأيدي والأقدام والوجه وجهاز الإطراح البشري، وفي أحد الدراسات التي قامت بها جامعة ويست مينستر في لندن وقارنت من خلالها مستويات النظافة التي تؤمنها كل من المناشف الورقية ومجففات اليدين التي تصدر الهواء الدافئ إضافة عقب الغسل والتجفيف باستخدام المناشف الورقية، تبين أن استخدام هذه المناشف يقلل متوسط العدد الإجمالي للبكتريا على باطن الأصابع إلى نسبة 76 % كما وصل على راحة اليد إلى 77 %.